# Playoffs NBA 2006
Navigation
Édition précédente Édition suivante
Les playoffs NBA 2006 sont les séries éliminatoires (en anglais, playoffs) de la saison NBA 2005-2006.
Le Heat de Miami bat en finale les Mavericks de Dallas.

## Fonctionnement
Au premier tour, l'équipe classée numéro 1 affronte l'équipe classée numéro 8, la numéro 2 la 7, la 3 la 6 et la 4 la 5. En demi-finale de conférence, l'équipe vainqueur de la série entre la numéro 1 et la numéro 8 rencontre l'équipe vainqueur de la série entre la numéro 4 et la numéro 5, et l'équipe vainqueur de la série entre la numéro 2 et la numéro 7 rencontre l'équipe vainqueur de la série entre la numéro 3 et la numéro 6. Les vainqueurs des demi-finales de conférence s'affrontent en finale de conférence. Les deux équipes ayant remporté la finale de leur conférence respective (Est ou Ouest) sont nommées championnes de conférence et se rencontrent ensuite pour une série déterminant le champion NBA.
Chaque série de playoffs se déroule au meilleur des 7 matches.
Avec l'ajout de la 30e franchise NBA, les Charlotte Bobcats, en 2005, la NBA a réorganisé ses divisions. Chaque conférence avait trois divisions de cinq équipes chacune, et à ce moment-là, le gagnant de chaque division avait la garantie d'avoir un des trois premiers tickets de playoffs, que l'équipe ait ou non l'un des 8 meilleurs résultats de sa conférence. Malgré cela, le champion de division n'avait pas la garantie d'avoir l'avantage du terrain ; une équipe gagnante de sa division pouvait être classée troisième ou même deuxième et rencontrer une équipe n'ayant pas gagné sa division, mais ayant eu un meilleur résultat, qui remportait alors l'avantage du terrain. Ceci a été illustré au premier tour cette saison-là, quand l'équipe à 44 victoires des Nuggets de Denver ont remporté la Division Nord-Ouest, et ont eu le troisième ticket de playoffs, sans avoir l'avantage du terrain face aux Clippers de Los Angeles, sixième ticket de playoffs mais avec 47 victoires. Les Clippers avaient joué les Memphis Grizzlies une semaine avant les playoffs, pour le cinquième et sixième ticket. Toutefois, le perdant de cette rencontre devait rencontrer Denver, alors que le gagnant serait face à Dallas, qui avait le deuxième meilleur résultat de la ligue cette saison-là. Il a été supposé que les Clippers ont perdu à dessein, pour pouvoir jouer Denver au premier tour. Cependant, à partir des playoffs 2007, gagner une division ne garantit plus d'être dans les trois premiers tickets de playoffs.

## Tableau
|  | 1er tour         | 1er tour                | 1er tour               |   |                        | Demi-finales de Conférence | Demi-finales de Conférence | Demi-finales de Conférence |  |   | Finales de Conférence | Finales de Conférence | Finales de Conférence |  |    | Finales NBA   | Finales NBA | Finales NBA |
|  |                  |                         |                        |   |                        |                            |                            |                            |  |   |                       |                       |                       |  |    |               |             |             |
|  | 1                | Pistons de Détroit      | 4                      |   |                        |                            |                            |                            |  |   |                       |                       |                       |  |    |               |             |             |
|  | 8                | Bucks de Milwaukee      | 1                      |   |                        |                            |                            |                            |  |   |                       |                       |                       |  |    |               |             |             |
|  | 8                | Bucks de Milwaukee      | 1                      |   | 1                      | Pistons de Détroit         | 4                          |                            |  |   |                       |                       |                       |  |    |               |             |             |
|  |                  |                         |                        |   | 1                      | Pistons de Détroit         | 4                          |                            |  |   |                       |                       |                       |  |    |               |             |             |
|  |                  | 4                       | Cavaliers de Cleveland | 3 |                        |                            |                            |                            |  |   |                       |                       |                       |  |    |               |             |             |
|  | 4                | 4                       | Cavaliers de Cleveland | 3 | Cavaliers de Cleveland | 4                          |                            |                            |  |   |                       |                       |                       |  |    |               |             |             |
|  | 4                |                         |                        |   | Cavaliers de Cleveland | 4                          |                            |                            |  |   |                       |                       |                       |  |    |               |             |             |
|  | 5                | Wizards de Washington   | 2                      |   |                        |                            |                            |                            |  |   |                       |                       |                       |  |    |               |             |             |
|  | 5                | Wizards de Washington   | 2                      |   |                        |                            |                            |                            |  | 1 | Pistons de Détroit    | 2                     |                       |  |    |               |             |             |
|  | Conférence Est   |                         |                        |   |                        |                            |                            |                            |  | 1 | Pistons de Détroit    | 2                     |                       |  |    |               |             |             |
|  |                  | 2                       | Heat de Miami          | 4 |                        |                            |                            |                            |  |   |                       |                       |                       |  |    |               |             |             |
|  | 3                | 2                       | Heat de Miami          | 4 | Nets du New Jersey     | 4                          |                            |                            |  |   |                       |                       |                       |  |    |               |             |             |
|  | 3                |                         |                        |   | Nets du New Jersey     | 4                          |                            |                            |  |   |                       |                       |                       |  |    |               |             |             |
|  | 6                | Pacers de l'Indiana     | 2                      |   |                        |                            |                            |                            |  |   |                       |                       |                       |  |    |               |             |             |
|  | 6                | Pacers de l'Indiana     | 2                      |   | 3                      | Nets du New Jersey         | 1                          |                            |  |   |                       |                       |                       |  |    |               |             |             |
|  |                  |                         |                        |   | 3                      | Nets du New Jersey         | 1                          |                            |  |   |                       |                       |                       |  |    |               |             |             |
|  |                  | 2                       | Heat de Miami          | 4 |                        |                            |                            |                            |  |   |                       |                       |                       |  |    |               |             |             |
|  | 2                | 2                       | Heat de Miami          | 4 | Heat de Miami          | 4                          |                            |                            |  |   |                       |                       |                       |  |    |               |             |             |
|  | 2                |                         |                        |   | Heat de Miami          | 4                          |                            |                            |  |   |                       |                       |                       |  |    |               |             |             |
|  | 7                | Bulls de Chicago        | 2                      |   |                        |                            |                            |                            |  |   |                       |                       |                       |  |    |               |             |             |
|  | 7                | Bulls de Chicago        | 2                      |   |                        |                            |                            |                            |  |   |                       |                       |                       |  | E2 | Heat de Miami | 4           |             |
|  |                  |                         |                        |   |                        |                            |                            |                            |  |   |                       |                       |                       |  | E2 | Heat de Miami | 4           |             |
|  |                  | W4                      | Mavericks de Dallas    | 2 |                        |                            |                            |                            |  |   |                       |                       |                       |  |    |               |             |             |
|  | 1                | W4                      | Mavericks de Dallas    | 2 | Spurs de San Antonio   | 4                          |                            |                            |  |   |                       |                       |                       |  |    |               |             |             |
|  | 1                |                         |                        |   | Spurs de San Antonio   | 4                          |                            |                            |  |   |                       |                       |                       |  |    |               |             |             |
|  | 8                | Kings de Sacramento     | 2                      |   |                        |                            |                            |                            |  |   |                       |                       |                       |  |    |               |             |             |
|  | 8                | Kings de Sacramento     | 2                      |   | 1                      | Spurs de San Antonio       | 3                          |                            |  |   |                       |                       |                       |  |    |               |             |             |
|  |                  |                         |                        |   | 1                      | Spurs de San Antonio       | 3                          |                            |  |   |                       |                       |                       |  |    |               |             |             |
|  |                  | 4                       | Mavericks de Dallas    | 4 |                        |                            |                            |                            |  |   |                       |                       |                       |  |    |               |             |             |
|  | 4                | 4                       | Mavericks de Dallas    | 4 | Mavericks de Dallas    | 4                          |                            |                            |  |   |                       |                       |                       |  |    |               |             |             |
|  | 4                |                         |                        |   | Mavericks de Dallas    | 4                          |                            |                            |  |   |                       |                       |                       |  |    |               |             |             |
|  | 5                | Grizzlies de Memphis    | 0                      |   |                        |                            |                            |                            |  |   |                       |                       |                       |  |    |               |             |             |
|  | 5                | Grizzlies de Memphis    | 0                      |   |                        |                            |                            |                            |  | 4 | Mavericks de Dallas   | 4                     |                       |  |    |               |             |             |
|  | Conférence Ouest |                         |                        |   |                        |                            |                            |                            |  | 4 | Mavericks de Dallas   | 4                     |                       |  |    |               |             |             |
|  |                  | 2                       | Suns de Phoenix        | 2 |                        |                            |                            |                            |  |   |                       |                       |                       |  |    |               |             |             |
|  | 3                | 2                       | Suns de Phoenix        | 2 | Nuggets de Denver      | 1                          |                            |                            |  |   |                       |                       |                       |  |    |               |             |             |
|  | 3                |                         |                        |   | Nuggets de Denver      | 1                          |                            |                            |  |   |                       |                       |                       |  |    |               |             |             |
|  | 6                | Clippers de Los Angeles | 4                      |   |                        |                            |                            |                            |  |   |                       |                       |                       |  |    |               |             |             |
|  | 6                | Clippers de Los Angeles | 4                      |   | 6                      | Clippers de Los Angeles    | 3                          |                            |  |   |                       |                       |                       |  |    |               |             |             |
|  |                  |                         |                        |   | 6                      | Clippers de Los Angeles    | 3                          |                            |  |   |                       |                       |                       |  |    |               |             |             |
|  |                  | 2                       | Suns de Phoenix        | 4 |                        |                            |                            |                            |  |   |                       |                       |                       |  |    |               |             |             |
|  | 2                | 2                       | Suns de Phoenix        | 4 | Suns de Phoenix        | 4                          |                            |                            |  |   |                       |                       |                       |  |    |               |             |             |
|  | 2                |                         |                        |   | Suns de Phoenix        | 4                          |                            |                            |  |   |                       |                       |                       |  |    |               |             |             |
|  | 7                | Lakers de Los Angeles   | 3                      |   |                        |                            |                            |                            |  |   |                       |                       |                       |  |    |               |             |             |

## Équipes qualifiées
Les huit premiers de chaque conférence sont qualifiés pour les playoffs.
| Champion de division | Qualifié pour les playoffs | Non qualifié pour les playoffs |

| Conférence Est | Conférence Est         | Conférence Est | Conférence Est | Conférence Est |
| No             | Franchise              | Vic.           | Déf.           | PCT            |
| -------------- | ---------------------- | -------------- | -------------- | -------------- |
| 1              | Pistons de Détroit     | 64             | 18             | 78.0           |
| 2              | Heat de Miami C        | 52             | 30             | 63.4           |
| 3              | Nets du New Jersey     | 49             | 33             | 59.8           |
| 4              | Cavaliers de Cleveland | 50             | 32             | 61.0           |
| 5              | Wizards de Washington  | 42             | 40             | 51.2           |
| 6              | Pacers de l'Indiana    | 41             | 41             | 50.0           |
| 7              | Bulls de Chicago       | 41             | 41             | 50.0           |
| 8              | Bucks de Milwaukee     | 40             | 42             | 48.8           |
|                |                        |                |                |                |
| 9              | 76ers de Philadelphie  | 38             | 44             | 46.3           |
| 10             | Magic d'Orlando        | 36             | 46             | 43.9           |
| 11             | Celtics de Boston      | 33             | 49             | 40.2           |
| 12             | Raptors de Toronto     | 27             | 55             | 32.9           |
| 13             | Bobcats de Charlotte   | 26             | 56             | 31.7           |
| 14             | Hawks d'Atlanta        | 26             | 56             | 31.7           |
| 15             | Knicks de New York     | 23             | 59             | 28.0           |

| Conférence Ouest | Conférence Ouest                             | Conférence Ouest | Conférence Ouest | Conférence Ouest |
| No               | Franchise                                    | Vic.             | Déf.             | PCT              |
| ---------------- | -------------------------------------------- | ---------------- | ---------------- | ---------------- |
| 1                | Spurs de San Antonio                         | 63               | 19               | 76.8             |
| 2                | Suns de Phoenix                              | 54               | 28               | 65.9             |
| 3                | Nuggets de Denver                            | 44               | 38               | 53.7             |
| 4                | Mavericks de Dallas                          | 60               | 22               | 73.2             |
| 5                | Grizzlies de Memphis                         | 49               | 33               | 59.8             |
| 6                | Clippers de Los Angeles                      | 47               | 35               | 57.3             |
| 7                | Lakers de Los Angeles                        | 45               | 37               | 54.9             |
| 8                | Kings de Sacramento                          | 44               | 38               | 53.7             |
|                  |                                              |                  |                  |                  |
| 9                | Jazz de l'Utah                               | 41               | 41               | 50.0             |
| 10               | Hornets de la Nouvelle-Orléans/Oklahoma City | 38               | 44               | 46.3             |
| 11               | SuperSonics de Seattle                       | 35               | 47               | 42.7             |
| 12               | Warriors du Golden State                     | 34               | 48               | 41.5             |
| 13               | Rockets de Houston                           | 34               | 48               | 41.5             |
| 14               | Timberwolves du Minnesota                    | 33               | 49               | 40.2             |
| 15               | Trail Blazers de Portland                    | 21               | 61               | 25.6             |

C - Champions NBA
- Les Nets sont têtes de série no 3 à la faveur de leur titre de division Atlantique.
- Les Nuggets occupent la 3e position grâce à leur titre de division Nord-Ouest. Le classement de Dallas (4e malgré le 2e meilleur bilan de la conférence) a déclenché une polémique qui a abouti à une modification du règlement en 2007.

## Scores

### Premier tour

#### Conférence Est
- Pistons de Détroit - Bucks de Milwaukee 4-1
  - 23 avril : Milwaukee @ Detroit : 74-92
  - 26 avril : Milwaukee @ Detroit : 98-109
  - 29 avril : Detroit @ Milwaukee : 104-124
  - 1er mai : Detroit @ Milwaukee : 109-99
  - 3 mai : Milwaukee @ Detroit : 93-122

- Heat de Miami - Bulls de Chicago 4-2
  - 22 avril : Chicago @ Miami : 106-111
  - 24 avril : Chicago @ Miami : 108-115
  - 27 avril : Miami @ Chicago : 90-109
  - 30 avril : Miami @ Chicago : 87-93
  - 2 mai : Chicago @ Miami : 78-92
  - 4 mai : Miami @ Chicago : 113-96

- Nets du New Jersey - Pacers de l'Indiana 4-2
  - 23 avril : Indiana @ New Jersey : 90-88
  - 25 avril : Indiana @ New Jersey : 75-90
  - 27 avril : New Jersey @ Indiana : 95-107
  - 29 avril : New Jersey @ Indiana : 97-88
  - 2 mai : Indiana @ New Jersey : 86-92
  - 4 mai : New Jersey @ Indiana : 96-90

- Cavaliers de Cleveland - Wizards de Washington 4-2
  - 22 avril : Washington @ Cleveland : 86-97
  - 25 avril : Washington @ Cleveland : 89-84
  - 28 avril : Cleveland @ Washington : 97-96
  - 30 avril : Cleveland @ Washington : 96-106
  - 3 mai : Washington @ Cleveland : 120-121 (a.p.)
  - 5 mai : Cleveland @ Washington : 114-113 (a.p.)

#### Conférence Ouest
- Spurs de San Antonio - Kings de Sacramento 4-2
  - 22 avril : Sacramento @ San Antonio : 122-128
  - 25 avril : Sacramento @ San Antonio : 119-128 (a.p.)
  - 28 avril : San Antonio @ Sacramento : 93-94
  - 30 avril : San Antonio @ Sacramento : 84-102
  - 2 mai : Sacramento @ San Antonio : 98-109
  - 5 mai : San Antonio @ Sacramento : 105-83

- Suns de Phoenix - Lakers de Los Angeles 4-3
  - 23 avril : Los Angeles @ Phoenix : 102-107
  - 25 avril : Los Angeles @ Phoenix : 99-93
  - 28 avril : Phoenix @ Los Angeles : 92-99
  - 30 avril : Phoenix @ Los Angeles : 98-99 (a.p.)
  - 2 mai : Los Angeles @ Phoenix : 97-114
  - 4 mai : Phoenix @ Los Angeles : 126-118 (a.p.)
  - 6 mai : Los Angeles @ Phoenix : 90-121

- Nuggets de Denver - Clippers de Los Angeles 1-4
  - 22 avril : Denver @ Los Angeles : 87-89
  - 24 avril : Denver @ Los Angeles : 87-98
  - 27 avril : Los Angeles @ Denver : 87-94
  - 29 avril : Los Angeles @ Denver : 100-86
  - 1er mai : Denver @ Los Angeles : 83-101

- Mavericks de Dallas - Grizzlies de Memphis 4-0
  - 23 avril : Memphis @ Dallas : 93-103
  - 25 avril : Memphis @ Dallas : 79-94
  - 29 avril : Dallas @ Memphis : 94-89 (a.p.)
  - 1er mai : Dallas @ Memphis : 102-76

### Demi-finales de Conférence

#### Conférence Est
- Pistons de Détroit - Cavaliers de Cleveland 4-3
  - 7 mai : Cleveland @ Detroit : 86-113
  - 9 mai : Cleveland @ Detroit : 91-97
  - 13 mai : Detroit @ Cleveland : 77-86
  - 15 mai : Detroit @ Cleveland : 72-74
  - 17 mai : Cleveland @ Detroit : 86-84
  - 19 mai : Detroit @ Cleveland : 84-82
  - 21 mai : Cleveland @ Detroit : 61-79

- Heat de Miami - Nets du New Jersey 4-1
  - 8 mai : New Jersey @ Miami : 100-88
  - 10 mai : New Jersey @ Miami : 89-111
  - 12 mai : Miami @ New Jersey : 103-92
  - 14 mai : Miami @ New Jersey : 102-92
  - 16 mai : New Jersey @ Miami : 105-106

#### Conférence Ouest
- Spurs de San Antonio - Mavericks de Dallas 3-4
  - 7 mai : Dallas @ San Antonio : 85-87
  - 9 mai : Dallas @ San Antonio : 113-91
  - 13 mai : San Antonio @ Dallas : 103-104
  - 15 mai : San Antonio @ Dallas : 118-123 (a.p.)
  - 17 mai : Dallas @ San Antonio :  97-98
  - 19 mai : San Antonio @ Dallas : 91-86
  - 22 mai : Dallas @ San Antonio : 119-111 (a.p.)

- Suns de Phoenix - Clippers de Los Angeles 4-3
  - 8 mai : Los Angeles @ Phoenix : 123-130
  - 10 mai : Los Angeles @ Phoenix : 122-97
  - 12 mai : Phoenix @ Los Angeles : 94-91
  - 14 mai : Phoenix @ Los Angeles : 107-114
  - 16 mai : Los Angeles @ Phoenix : 118-125 (a.2p.)
  - 18 mai : Phoenix @ Los Angeles : 106-118
  - 22 mai : Los Angeles @ Phoenix : 107-127

### Finales de Conférence

#### Conférence Est
- Pistons de Détroit -  Heat de Miami 2-4
  - 23 mai : Miami @ Detroit : 91-86
  - 25 mai : Miami @ Detroit : 88-92
  - 27 mai : Detroit @ Miami : 83-98
  - 29 mai : Detroit @ Miami : 78-89
  - 31 mai : Miami @ Detroit : 78-91
  - 2 juin : Detroit @ Miami : 78-95

#### Conférence Ouest
- Suns de Phoenix - Mavericks de Dallas 2-4
  - 24 mai : Phoenix @ Dallas : 121-118
  - 26 mai : Phoenix @ Dallas : 98-105
  - 28 mai : Dallas @ Phoenix : 95-88
  - 30 mai : Dallas @ Phoenix : 86-106
  - 1er juin : Phoenix @ Dallas : 101-117
  - 3 juin : Dallas @ Phoenix : 102-93

### Finales NBA
- Mavericks de Dallas - Heat de Miami 2-4
  - 8 juin : Miami @ Dallas : 80-90
  - 10 juin : Miami @ Dallas : 85-99
  - 13 juin : Dallas @ Miami : 98-100
  - 15 juin : Dallas @ Miami : 74-98
  - 18 juin : Dallas @ Miami : 100-101 (a.p.)
  - 20 juin : Miami @ Dallas : 95-92

MVP des Finales : Dwyane Wade, Heat de Miami